# Malcolmochthonius oregonus
Malcolmochthonius oregonus är en spindeldjursart som beskrevs av Benedict 1978. Malcolmochthonius oregonus ingår i släktet Malcolmochthonius och familjen käkklokrypare. Inga underarter finns listade i Catalogue of Life.